# タック・ルール・ゲーム
タック・ルール・ゲーム（Tuck rule game）とは、2002年の1月19日にアメリカ合衆国マサチューセッツ州フォックスボロにあるフォックスボロ・スタジアムで行われたNFLの2001年シーズン、AFCディビジョナル・プレーオフの通称である。スノー・ボウル（Snow Bowl）あるいはスノー・ジョブ（Snow Job）と呼ぶこともある。試合はホームのニューイングランド・ペイトリオッツがオーバータイムの末オークランド・レイダースを16-13で破り、AFCチャンピオンシップゲームに駒を進めた。
タック・ルール・ゲームという通称はこの試合を大きく左右した一つのプレーに由来する。レイダースがリードして迎えた試合終盤、レイダースのCBチャールズ・ウッドソンがペイトリオッツのQBトム・ブレイディをサックしさらにファンブルを誘った。これをレイダース側がリカバーしたためターンオーバーとなり雌雄は決したかと思われたが、ビデオ判定の結果ファンブルではなくパス・インコンプリートであると判定が覆り、再びペイトリオッツの攻撃となった。このドライブで同点に追いついたペイトリオッツはオーバータイムの末レイダースを破り次のラウンドへと駒を進め、レイダースはシーズンを終えた。

## 内容
試合は豪雪のなか行われた。両チームとも雪で滑るフィールドに苦しむが、レイダースは前半にTDパスを決めるなどリードを奪う。一方ホームのペイトリオッツは地の利であるはずの雪を活かせず、このシーズンから先発に定着したばかりの2年目QBブレイディはこれがキャリア初のプレーオフゲームであったが、悪天候と相手ディフェンスの激しいパスラッシュに苦しんだ。前半はINTを喫するなどペイトリオッツオフェンスは機能せず、レイダースが13-3とリードして第4Qを迎えた。
なかなか得点を奪えないペイトリオッツオフェンスであったが、後半に入ってからはブレイディを中心に徐々に調子を取り戻していた。そして試合時間残り12分29秒から始まった自陣33ヤードからのドライブをブレイディは9回連続でパスを決め敵陣6ヤードまで進んでいく。最後はパスプレーからのQBスクランブルでブレイディがTDを決め、13-10と3点差に追い上げた。両チームともパントが続いた後、レイダースは残り2分24秒で3rdダウン残り1ヤード、ファーストダウンを獲得すれば勝利に大きく前進するという場面を迎えるがペイトリオッツディフェンスに阻まれパントに終わった。タイムアウトを使い切った試合時間残り2分6秒、ペイトリオッツの自陣46ヤードからのドライブで問題のプレーが起きた。
このシーンで適用されたのはTuck ruleである。
通常NFLでは、QB（パサー）がフォワード・パスのモーションでボールを前方に運んでいる最中にボールを落としてあるいは失ってボールが地面についた場合、それはパス・インコンプリートと判断し、この状況を満たさない場合はいかなるボールロストもファンブルである、と解釈する。
タック・ルールはこれの例外として以下のように記されたルールである。
NFL Rule 3, Section 21, Article 2, Note 2. When a Team A [an offensive] player is holding the ball to pass it forward, any intentional forward movement of his [the thrower's] arm starts a forward pass, even if the player loses possession of the ball as he is attempting to tuck it back toward his body. Also, if the player has tucked the ball into his body and then loses possession, it is a fumble  
つまりタック・ルールとは、もしQBがフォワード・パスのモーションをしている最中に、パスを投げるよりもボールを保持した方がよいと考えを変えた場合、QBがパスの動きを止める間あるいはパスをやめようと(ランを仕掛けようと)ボールを持った手を自分の体に引き戻している間は、フォワード・パスのモーションは終わっていないと考え、たとえその間にボールのポゼッションを失ってボールが地面に着いたとしても、それはパス・インコンプリートと判断する。パスの動きを完全に止めた（終えた）あるいはボールを持った腕を引きこみ終えた後にボールを失いボールが地面に着いた場合、それはファンブルと考える、というものである。問題はQBがパスのモーションをやめてボールを持った腕を自分の体に引き戻そうと、つまりタック(Tuck)しようとしている最中"he is attempting to tuck it back toward his body"であったのか、既にし終えていたのか"player has tucked the ball into his body"という点である。タックし終えたという定義には、パサーがランを仕掛ける、再度パスを投げようと振りかぶると、いったものがある。
まずこの場面での大きなポイントは、タック・ルール以前にQBがフォワード・パスのモーションを開始していたかどうかであった。たとえパスを投げるモーションをしていても、フォワード・パスのモーションを開始していなかった場合（例えばパスの投げようと振りかぶった際にボールを失った場合）はファンブルと判定される。このシーンでは、ブレイディの腕は前方に向かってパスを投げるモーションをしており、そのあとすぐにタックルを受けボールが前方にこぼれた。一見すればコントロールは失ったもののブレイディはパスを投げたように見える。しかし様々な角度からその瞬間をとらえていたカメラのうちいくつかの映像で、ブレイディはパスのモーションをほぼ完全に止めたこと、止めたところでサックされボールをこぼしたこと、ボールをこぼしたタイミングが限りなくファンブルであったことが確認することができた。それを見るかぎり、審判がファンブルの判定を覆す可能性は非常に少ないと思われた。レイダース側のラジオコメンタリー陣は、モーションは前方へのパスを試みたものではなくポンプフェイクであり、このプレーはファンブルであると盛んに繰り返していた。

しかし審判のウォルト・コールマンはビデオ判定の末
"After reviewing the play, the quarterback's arm was going forward. it is an incomplete pass."
とコールし判定をパス・インコンプリートに覆した。タック・ルールが適用されたためである。ルールの下では、QBがボールを持った手を挙げ、その腕を前方へ振り下ろした際にフォアード・パスのモーションは始まる。そして上記のように、QBがボールを自分の体にタックし終えるまでは前方へのパッシング・モーションは終わっていないと考える。つまりフォアード・パスのモーションを始めたと認められた場合、ボールを体に対して完全にタックし終える（し終えたと判断される）までは、たとえ前方へのパスの動きをやめていたとしても、それはフォワード・パスの過程であると考えるのである。そして審判のコールマンはブレイディのパス・モーションはまだ終わっていなかったと考え、判定を覆したのだった。
スタジアムが大歓声に包まれる中、再びボールを得たペイトリオッツはWRデイビット・パッテンにパスを通し敵陣29ヤードまで攻め込む。この後2本のパスに失敗したペイトリオッツは3rdダウンでも1ヤードのゲインにとどまり、45ヤードという微妙な距離を残してKアダム・ビナティエリのFGに命運を託した。試合時間残り32秒、依然として激しい雪がふり続くなか、外せばシーズンが終わるというプレッシャーのもとビナティエリは45ヤードのFGを見事に決め、試合はオーバータイムに突入した。ペイトリオッツはオーバータイムでレシーブを得ると、自陣34ヤードからのドライブをRBJ・R・レドモンドやTEジャーメイン・ウィギンスに次々とパスを通し敵陣31ヤードまで攻め込む。しかし3rdダウン7からのパスは3ヤードのゲインにとどまり、敵陣28ヤードで4thダウン4となった。先ほどのFGとほぼ同じ位置であったためキックも考えられたが、ペイトリオッツはFGを選択せずファーストダウン更新を狙って4thダウンギャンブルを行う。この勝負どころでブレイディはパッテンに6ヤードのパスを決めファーストダウンを獲得。その後ランでさらにファーストダウンを更新し敵陣5ヤードまで進入すると、最後はビナティエリが23ヤードのゲームウイニングFGを決めペイトリオッツが劇的な勝利をおさめた。

## その後
この試合で勝利したペイトリオッツはAFCチャンピオンシップゲームでも勝利をおさめ第36回スーパーボウルに出場、そしてチーム史上初のスーパーボウル制覇を成し遂げた。以後第38回スーパーボウル、第39回スーパーボウルでも勝利をおさめ、チームは黄金期を築き上げた。そのためこの試合はペイトリオッツの運命を大きく左右した試合として紹介されることがある。敗れたレイダースは翌2002年シーズンにレギュラーシーズンでペイトリオッツにリベンジを果たし第37回スーパーボウルにも出場したが、このタック・ルール・ゲームまでレイダースで指揮をとっていたジョン・グルーデン率いるタンパベイ・バッカニアーズに敗れている。
タック・ルールにはこのゲーム以前から批判があった。元ワシントン・レッドスキンズのHCジョー・ギブスは「多くの人が『あれはバッドルールだ』と言うことになるだろう。」と発言していた。この試合での判定には多くの非難や懐疑の声が寄せられたが、NFLは判定を擁護した。NFL競技委員会はシーズン終了後、ルールの考案者でもあるマイク・ペレイラを含めタック・ルールについての再考を行ったが「現行のルールをよりややこしくするだけである」として現在もルールは変わっていない。
レフェリーのコールマンはレビュー結果のアナウンスの際、あるいは試合中にタック・ルールについて言及しなかった。本人はメディアに対し、「モニターでプレーを確認したが、私にとってあのプレーが前方へのパスであったことは明らかであった。」と答えた。試合後の論争でタック・ルールの存在は大きく取り上げられ、結果この試合はタック・ルール・ゲームとして広く知られることとなった。試合の進行のことを考えれば多少はいたしかたないが、コールマンのthe quarterback's arm was going forwardという説明はやはり説明不足であった。NFLが判定への最終的な説明を行ったのはシーズン終了後であり、ファンブルではないという結論であった。
しかしタック・ルールの存在を知ってもなお、判定に賛同しない者は多かった。この試合はNFLネットワークの動画"Top 10 games of the decade"「00年代最高の試合トップ10」で第10位にランクされているが、コメンテーターは口をそろえて"terrible"「酷いコールだ。」と発言している。また同じくNFLネットワークの動画"Top 10 controversial calls"「議論を呼んだ判定トップ10」では第2位に選ばれ、コメンテーターは"terrible call"と発言している。レフェリーのコールマンはこの試合以降、2009年シーズン現在まで安全上の理由でレイダースの試合には関わっていない。
多くのペイトリオッツファンは、これが1976年のお返しであると考えていた。当時スーパーボウル出場の有力候補であったペイトリオッツはプレーオフでレイダースと対戦した。レギュラーシーズンではペイトリオッツが48-17と大勝しており、この試合もペイトリオッツが優位であると目されていた。しかしチームはレフェリーのベン・ドレイスによる不可解な判定もあり24-21で敗れていた。特に論議を呼んだのが、ペイトリオッツの勝利が大きく近づいたかと思われたプレーでペイトリオッツのNTレイ・"シュガー・ベアー"ハミルトンがレイダースのQBケン・ステイブラーへのラフィング・ザ・パサーの反則を犯していたという判定であった。この試合に勝利したレイダースはピッツバーグ・スティーラーズ、ミネソタ・バイキングスを破ってチーム史上初のスーパーボウル制覇を達成した（第11回スーパーボウル）。そのため多くのペイトリオッツファンはタック・ルール・ゲームでの勝利に大いに喜んだ。しかし1976年のチームをエースとして引っ張ったQBスティーブ・グローガンはこの勝利を純粋に喜ぶことはできなかったと語っている。
グローガンは「我々は間違いなくピッツバーグを倒すことができた。ミネソタもそこまで良いチームではなかった。だから我々はペイトリオッツ史上初のスーパーボウルチャンピオンになることができたはずなんだ。だが歴史は変えられない。もう終わってしまったことなんだ。人々は私の店に来てタック・ルール・ゲームについて話す。『レイダースが報いを受けたぜ。スカッとしただろ。』と。だが私はこう言う。『ファンはそうだろう。しかし私と、私と共に戦った76年の仲間たちの心が晴れることは永遠にない。』 大事な物を奪われたんだ。嵌められたんだよ。」と語り、晴れることのない胸の内と、タック・ルール・ゲームによって自分たちの試合や無念が相殺されたと思われることへの憤りを吐露した。
トム・ブレイディは2022年にESPNのドキュメンタリー『30 for 30』のストーリー『The Tcuk Rule』の勝利がなければ翌シーズンにはブレッドソーの控えQBに戻っていただろうと語った。

## その他
ペイトリオッツは翌シーズンからジレット・スタジアムへ移転することが決まっており、また次のラウンドがAFC第1シードのピッツバーグ・スティーラーズとの対戦だったため、この試合はフォックスボロ・スタジアムの最後の試合となった。現在、フィールドはすで解体され跡地はジレット・スタジアムの駐車場となっているが、ビナティエリが45ヤードの同点FGを蹴った位置（ホールダーのケン・ウォルターがボールをホールドした位置）には、"35 YARD LiNE"という文字と共にラインが引かれている。ビナティエリはこの試合を経て出場した第36回スーパーボウルでも試合終了と共に48ヤードのゲームウイニングFGを決めているが、どちらのキックの方がプレッシャーが大きかったかとの問いに、タック・ルール・ゲームでのFGだと答えている。理由として、スーパーボウルでは外しても試合は同点であったがこの試合では外せばシーズンが終わるという状況であったこと、スーパーボウルではドーム球場であったがこの試合では大雪の中でありフィールドコンディションが非常に悪かったことなどをあげている。またスーパーボウルでは蹴った瞬間に喜びを爆発させたが、タック・ルール・ゲームでは「決まるか外れるかは五分五分だと感じたね。でもキックは伸びて、伸びて、そして決まったんだ。」と語っている。悪天候の中、外せば終わりという状況下で決まったこのキックは、しばしばNFL史上最高のキックとして挙げられることがある。
状況こそ違うが、レイダースのKセバスチャン・ジャニコウスキも悪天候の中45ヤード、さらに38ヤードのFGを決めている。

## スターティング・メンバー
| レイダース                                    | ポジション | ペイトリオッツ                             |
| --------------------------------------------- | ---------- | ------------------------------------------ |
| オフェンス                                    |            |                                            |
| ティム・ブラウン Tim Brown                    | WR         | トロイ・ブラウン Troy Brown                |
| バリー・シムズ Barry Sims                     | LT         | マット・ライト Matt Light                  |
| スティーブ・ウィズニュースキ Steve Wisniewski | LG         | マイク・コンプトン Mike Compton            |
| アダム・トロイ Adam Treu                      | C          | ダミアン・ウッディ Damien Woody            |
| フランク・ミドルトン Frank Middleton          | RG         | ジョー・アンドラジ Joe Andruzzi            |
| リンカーン・ケネディ Lincoln Kennedy          | RT         | グレッグ・ランドール Greg Robinson-Randall |
| ローランド・ウィリアムズ Roland Williams      | TE         | ロッド・ラトリッジ Rod Rutledge            |
| ジェリー・ライス Jerry Rice                   | WR         | デイビッド・パッテン David Patten          |
| リッチ・ギャノン Rich Gannon                  | QB         | トム・ブレイディ Tom Brady                 |
| チャーリー・ガーナー Charlie Garner           | RB         | アントワン・スミス Antowain Smith          |
| ジョン・リッチー Jon Ritchie                  | FB         | マーク・エドワーズ Marc Edwards            |
| ディフェンス                                  |            |                                            |
| リーガン・アップショー Regan Upshaw           | LE         | ボビー・ハミルトン Bobby Hamilton          |
| ロッド・コールマン Rod Coleman                | LDT        | ブランドン・ミッチェル Brandon Mitchell    |
| グレイディ・ジャクソン Grady Jackson          | RDT        | リディック・パーカー Riddick Parker        |
| トニー・ブライアント Tony Bryant              | RE         | アンソニー・プレゼント Anthony Pleasant    |
| ウィリアム・トーマス William Thomas           | LOLB       | マイク・ブレイベル Mike Vrabel             |
| グレッグ・ビッカート Greg Biekert             | MLB        | テディ・ブルスキ Tedy Bruschi              |
| イライジャ・アレクサンダー Elijah Alexander   | ROLB       | ローマン・ファイファー Roman Phifer        |
| チャールズ・ウッドソン Charles Woodson        | LCB        | タイ・ロー Ty Law                          |
| エリック・アレン Eric Allen                   | RCB        | オーティス・スミス Otis Smith              |
| ジョニー・ハリス Johnnie Harris               | SS         | ロウヤー・ミロイ Lawyer Milloy             |
| アンソニー・ドーセット Anthony Dorsett        | FS         | テバッキー・ジョーンズ Tebucky Jones       |